# Heliophanus japonicus
Heliophanus japonicus este o specie de păianjeni din genul Heliophanus, familia Salticidae, descrisă de Kishida, 1910. Conform Catalogue of Life specia Heliophanus japonicus nu are subspecii cunoscute.